# Josef Řezníček (rolník)
Josef Řezníček (8. března 1910 Litoboř – 10. června 1952 Věznice Pankrác) byl český rolník odsouzený komunistickým režimem k trestu smrti a popravený v roce 1952.
Narodil se v roce 1910 v Litoboři. Byl švagrem Josefa Víta. Po únorovém převratu se v obci stal předsedou Místního národního výboru. Byl svobodný.

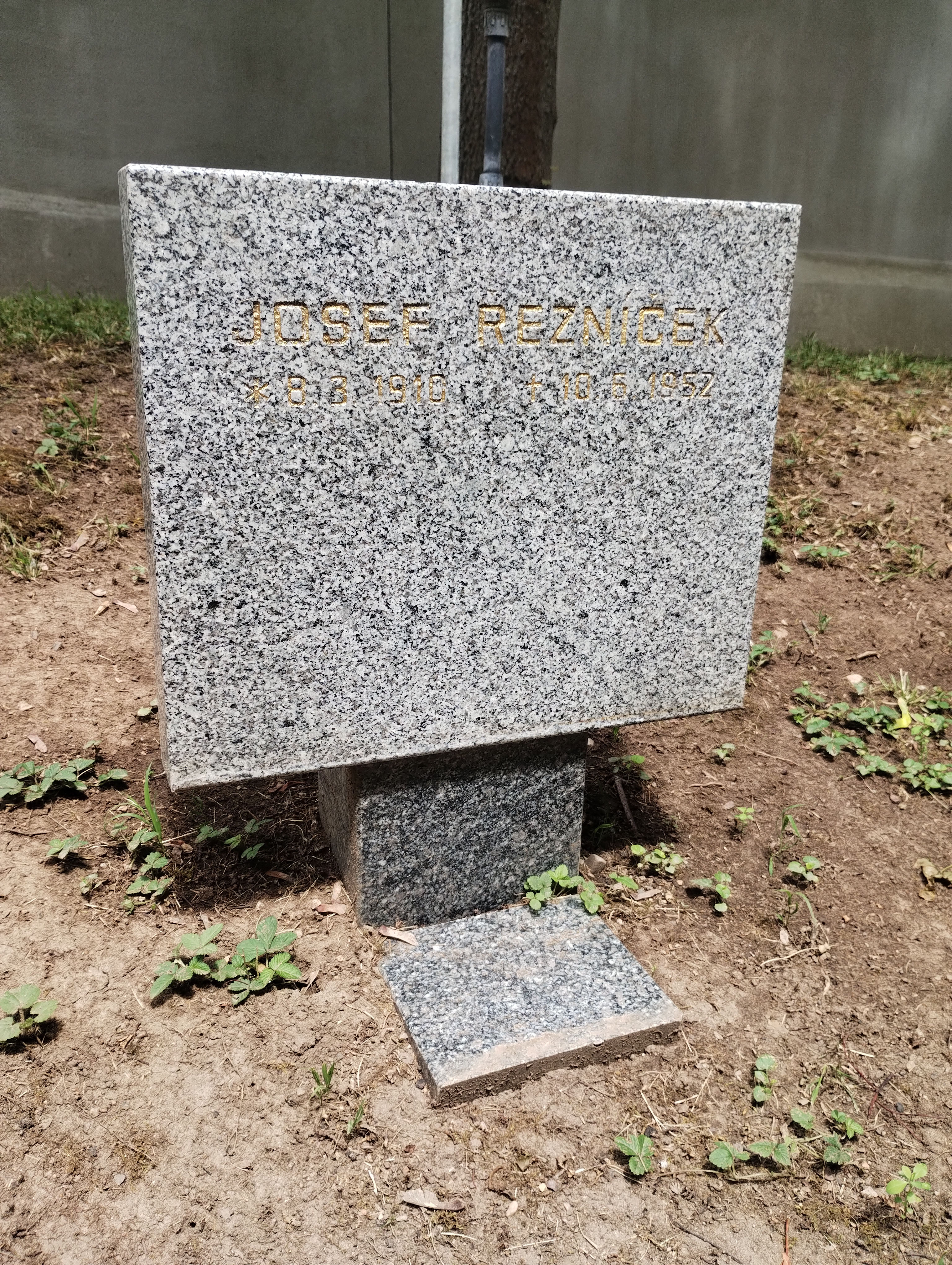
Symbolický náhrobek Josefa Řezníčka na Čestném pohřebišti v Ďáblicích

V prosinci 1951 by u Řezníčka ubytován protikomunistický odbojář Miloslav Stejskal, kterého Státní bezpečnost právě u Řezníčka našla krátce poté, co mu Řezníček nevědomky pomohl při postřelení komunistického funkcionáře a manželky dalšího člena KSČ. Stejskal poté zemřel při následné přestřelce. Řezníček byl poté zatčen, ve vazbě mučen a za trestné činy velezrady a poskytnutí pomoci k pokusu o vraždu poté v politickém procesu v lednu 1952 odsouzen k trestu smrti. Žádosti jeho matky o udělení prezidentské milosti nebylo vyhověno. Popraven byl v červnu 1952. Rehabilitován byl v květnu 1991.